# Jordanki w Toruniu
Jordanki w Toruniu – obszar w centrum Torunia, położony na Chełmińskim Przedmieściu, w kwartale między al. Solidarności, ul. Wały gen. Sikorskiego, al. Jana Pawła II oraz ul. Czerwoną Drogą. Nazwa tego obszaru wykształciła się w poł. XX wieku. Obszar ten jest zdominowany przez park powstały w latach 50. XX wieku. Nazwa nawiązuje do ogrodów jordanowskich, zakładanych na przełomie XIX i XX wieku.

## Historia

### Średniowiecze i czasy nowożytne
Obszar dzisiejszych Jordanek mieścił się poza murami Starego i Nowego Miasta, tuż przy Bramie Chełmińskiej. Był zamieszkiwany od drugiej połowy XIII wieku przez rzemieślników zagrażających poprzez swoją działalność bezpieczeństwu lub higienie mieszkańców wewnątrz murów (m.in. kowali, piekarzy, smolarzy), a także rolników i sadowników. W 1629 roku budynki spalono, w celu powstrzymania wojsk szwedzkich. W XVII wieku powstały pierwsze tereny ogrodowo-parkowe. W latach 40. XVII wieku zbudowano nowe umocnienia fortyfikacyjne. Średniowieczna zabudowa została otoczona szerokimi półkolistymi wałami i fosą.

### Okres zaborów
Obszar poza murami miejskimi został ponownie zniszczony podczas wojen napoleońskich. Po zakończeniu działań wojennych przed Bramą Chełmińską powstały zakłady produkujące wosk i miód. Rozwój budownictwa był hamowany przez władze pruskie, które rozbudowały w Toruniu pas fortyfikacyjny i uniemożliwiały budowy domów w jej pobliżu. Prawo złagodzono w 1829 roku. W 1823 roku wybudowano kaponierę i poternę.

### Okres międzywojenny
Na początku XX wieku na tym obszarze zlikwidowano pozostałości po umocnieniach średniowiecznych. Zniwelowano część wałów ziemnych i zabudowano teren fosy. Na miejscu fortyfikacji powstał szeroki pas zieleni. Wybudowano m.in.: Teatr Horzycy, Colegium Maius, Urząd Miasta. W latach 20. XX wieku rozebrano kaponierę. Poterna istniała do czasu II wojny światowej. W styczniu 1928 roku architekt i urbanista Franciszek Krzywda-Polkowski zaproponował wybudowanie na tym terenie stadionu sportowego.

### II wojna światowa
Podczas II wojny światowej Niemcy planowali wybudować w tym miejscu operę. W 1943 roku, po zapełnieniu więzienia przy ul. Piekary, na dzisiejszych Jordankach założono obóz przejściowy. Przetrzymywani tam byli więźniowie polscy, czescy i niemieccy, zatrzymani za dezercję z wojska, nielegalne przekraczanie granicy oraz prawdopodobnie za działalność konspiracyjną i niepodległościową. Część więźniów skierowano do obozów koncentracyjnych Stutthof, Auschwitz-Birkenau oraz do więzienia w Sztumie. Obóz w 1945 roku przejęła Armia Czerwona. Po wkroczeniu wojsk sowieckich do Torunia prawdopodobnie przebywali wzięci do niewoli żołnierze niemieccy. Obóz działał do 1946 roku.

### Czasy najnowsze
W drugiej połowie XX wieku na obszarze Jordanek powstał Klub Sportowy Start-Wisła. W tym samym czasie obszar ten otrzymał swoją dzisiejszą nazwę. W 1956 roku wybudowano sześć kortów tenisowych. W następnych latach dobudowano dwa dodatkowe korty. W 1966 roku zbudowano basen oraz pawilon sportowy, gdzie mieściły się: siedziba Klubu Sportowego Start-Wisła, Międzyszkolny Ośrodek Sportu, Przychodnia Sportowo-Lekarska, Wojewódzka Federacja Sportu. Do lat 80. Jordanki cieszyły się bardzo dużą popularnością wśród torunian. W latach 80. zlikwidowano basen, boiska i urządzenia zdewastowano, pawilon sportowy zmienił swoje przeznaczenie.
W 2007 roku odsłonięto pomnik Jana Pawła II.
W latach 2010–2012 na Jordankach przeprowadzono prace archeologiczne. Udało się odtworzyć przebieg linii fortyfikacji miejskich z drugiej połowy XX wieku, odnaleziono również drobne przedmioty (nabój mauzera, kamienną osełkę, cybuch fajki) oraz kilkadziesiąt fragmentów ceramiki średniowiecznej oraz nowożytnej. Podczas przebudowany sieci ciepłowniczej w latach 2011 i 2012 odnaleziono ołowiane plomby, monety wybite za panowania Jana II Kazimierza Wazy, ozdobne okucia pasów, ułamki fajek fajansowych.
Po wybudowaniu Centralnego Ośrodka Sportowego przy ul. Bema Jordanki utraciły swój sportowy charakter. Jordanki zaczęto przekształcać w centrum kulturalne Torunia. W 2015 roku oddano do użytku Centrum Kulturalno-Kongresowe Jordanki. 15 grudnia 2016 roku plac przed Centrum Kulturalo-Kongresowym nazwano imieniem Grzegorza Ciechowskiego.